# Бови, Антуан

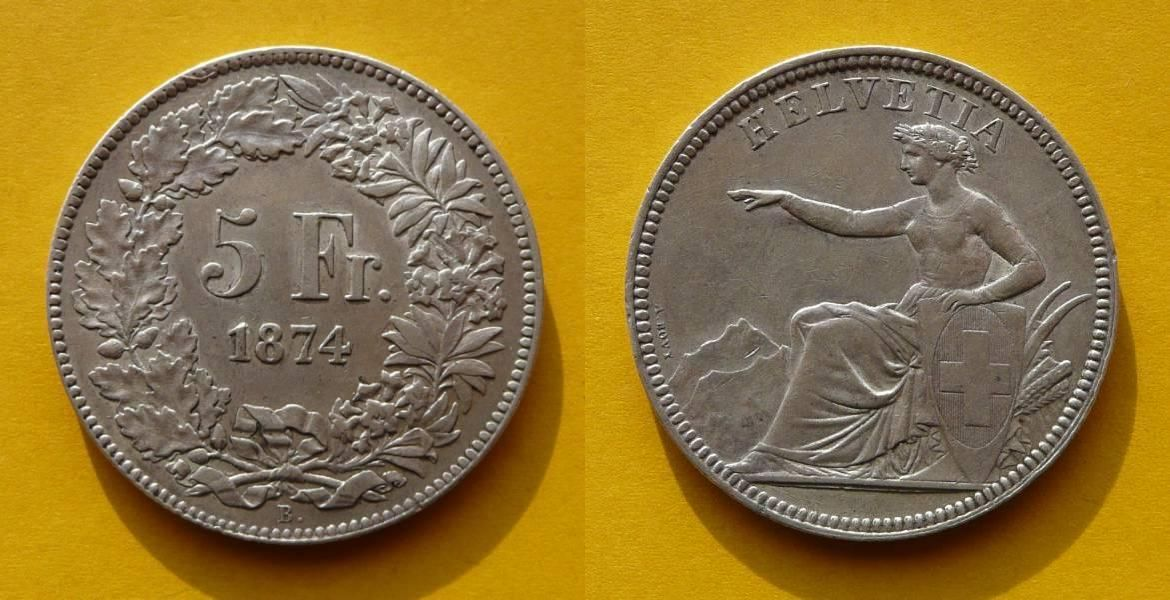
5 франков 1874 года, на аверсе — подпись: A. BOVY

Антуан Бови (фр. Antoine Bovy, 14 декабря 1795, Женева — 18 сентября 1877, Женева) — швейцарский и французский скульптор, резчик монетных штемпелей и медальер.
Родился в семье женевского ювелира Жана-Самюэля Бови. В 1824 году был отправлен в Париж, для обучения у скульптора Жана Прадье.
Работал в Швейцарии и во Франции. Создал многочисленные медали, отличавшиеся высокохудожественными портретами и большим тематическим разнообразием. К лучшим его работам относят медали в честь Гёте, Кальвина, Кювье, Листа, Луи-Филиппа.
Создал штемпеля швейцарских монет в полфранка, один и два франка образца 1850 и 1874—1875 годов и пять франков образца 1850 года.
Свои работы подписывал «AB». «A. BOVY» или «A. BOVY F.».